# N-Hectan
n-Hectan là một alkan mạch thẳng có công thức hóa học là C100H202 hoặc СH3(CH2)98CH3. Hydrocarbon này tồn tại ở trạng thái rắn, vì vậy nó là một parafin.

## Đồng phân
Hợp chất hữu cơ này có rất nhiều đồng phân cấu trúc do cấu trúc phân tử rất lớn. Số lượng đồng phân cấu trúc của n-Hectan có thể lên đến 592.107×1034.

## Ứng dụng
Hợp chất này có rất ít ứng dụng thực tế. Nó thỉnh thoảng được sử dụng làm chất phụ gia cho parafin và dầu hỏa.

### Alkan mạch ngắn:
- Methan
- Ethan
- Propan
- Butan

### Alkan mạch dài:
- Icosane
- Heneicosane
- Docosane
- Tricosane

### Alkan mạch nhánh:
- Isobutan (Metylpropan)
- Isopentan (2-Metylbutan)
- Neopentan (2,2-Dimetylpropan)
- Isohexan (2-Methylpentan)